# Championnats de France de natation 2020
Navigation
Rennes 2019 Chartres 2021
Les Championnats de France de natation 2020 ont lieu à Saint-Raphaël du 10 au 13 décembre 2020. Prévue à l'origine mi-avril 2020 à Chartres, la compétition est reportée due à la pandémie de Covid-19 en France.
Ce championnat permet aux meilleurs athlètes de se qualifier pour les Jeux olympiques d'été de 2020.

## Podiums

### Hommes
| Discipline | Médaille d'or        | Performance   | Médaille d'argent    | Performance   | Médaille de bronze              | Performance   |
| Nage libre |                      |               |                      |               |                                 |               |
| 50 m       | Florent Manaudou     | 21 s 73       | Clément Mignon       | 21 s 91       | Maxime Grousset                 | 22 s 17       |
| 100 m      | Maxime Grousset      | 48 s 65       | Clément Mignon       | 48 s 78       | Julien Berol                    | 49 s 16       |
| 200 m      | Jordan Pothain       | 1 min 47 s 89 | Jonathan Atsu        | 1 min 48 s 02 | Enzo Tesic                      | 1 min 48 s 24 |
| 400 m      | Logan Fontaine       | 3 min 51 s 74 | Joris Bouchaut       | 3 min 52 s 02 | David Aubry                     | 3 min 53 s 06 |
| 800 m      | David Aubry          | 7 min 52 s 64 | Marc-Antoine Olivier | 7 min 53 s 78 | Joris Bouchaut                  | 7 min 54 s 96 |
| 1 500 m    | David Aubry          | 15 min 0 s 08 | Marc-Antoine Olivier | 15 min 0 s 59 | Damien Joly                     | 15 min 1 s 26 |
| Papillon   |                      |               |                      |               |                                 |               |
| 50 m       | Sergueï Comte        | 23 s 88       | Mehdy Metella        | 23 s 95       | Nicolas Vermorel                | 23 s 96       |
| 100 m      | Mehdy Metella        | 52 s 86       | Léon Marchand        | 52 s 89       | Meven Grandjean                 | 53 s 39       |
| 200 m      | Léon Marchand        | 1 min 56 s 63 | Clément Secchi       | 2 min 1 s 31  | Matthias Marsau                 | 2 min 1 s 62  |
| Dos        |                      |               |                      |               |                                 |               |
| 50 m       | Yohann Ndoye Brouard | 24 s 94       | Mewen Tomac          | 24 s 98       | Stanislas Huille Maxence Orange | 25 s 51       |
| 100 m      | Mewen Tomac          | 53 s 46       | Yohann Ndoye Brouard | 53 s 95       | Stanislas Huille                | 54 s 52       |
| 200 m      | Geoffroy Mathieu     | 1 min 57 s 07 | Yohann Ndoye Brouard | 1 min 57 s 56 | Mewen Tomac                     | 1 min 57 s 96 |
| Brasse     |                      |               |                      |               |                                 |               |
| 50 m       | Théo Bussière        | 27 s 70       | Carl Aitkaci         | 27 s 83       | Antoine Viquerat                | 28 s 22       |
| 100 m      | Antoine Viquerat     | 1 min 0 s 99  | Théo Bussière        | 1 min 1 s 18  | Carl Aitkaci                    | 1 min 1 s 39  |
| 200 m      | Jérémy Desplanches   | 2 min 11 s 81 | Antoine Viquerat     | 2 min 11 s 82 | Clément Bidard                  | 2 min 13 s 80 |
| 4 nages    |                      |               |                      |               |                                 |               |
| 200 m      | Léon Marchand        | 2 min 1 s 29  | Enzo Tesic           | 2 min 2 s 0   | Clément Bidard                  | 2 min 2 s 53  |
| 400 m      | Émilien Mattenet     | 4 min 18 s 09 | Léon Marchand        | 4 min 19 s 05 | Clément Bidard                  | 4 min 22 s 41 |

### Femmes
| Discipline | Médaille d'or     | Performance    | Médaille d'argent | Performance    | Médaille de bronze | Performance    |
| Nage libre |                   |                |                   |                |                    |                |
| 50 m       | Mélanie Henique   | 24 s 39        | Charlotte Bonnet  | 24 s 80        | Béryl Gastaldello  | 24 s 92        |
| 100 m      | Béryl Gastaldello | 53 s 40        | Marie Wattel      | 53 s 72        | Charlotte Bonnet   | 53 s 82        |
| 200 m      | Charlotte Bonnet  | 1 min 56 s 65  | Assia Touati      | 1 min 59 s 97  | Océane Carnez      | 2 min 0 s 98   |
| 400 m      | Fantine Lesaffre  | 4 min 15 s 76  | Alexa Reyna       | 4 min 16 s 62  | Océane Carnez      | 4 min 16 s 72  |
| 800 m      | Océane Cassignol  | 8 min 42 s 44  | Adeline Furst     | 8 min 46 s 35  | Aurélie Muller     | 8 min 49 s 24  |
| 1 500 m    | Adeline Furst     | 16 min 41 s 51 | Aurélie Muller    | 16 min 45 s 50 | Océane Cassignol   | 16 min 58 s 67 |
| Papillon   |                   |                |                   |                |                    |                |
| 50 m       | Mélanie Henique   | 25 s 24 (RF)   | Marie Wattel      | 26 s 2         | Analia Pigrée      | 27 s 17        |
| 100 m      | Marie Wattel      | 57 s 40        | Béryl Gastaldello | 58 s 09        | Adelaide Meuter    | 59 s 83        |
| 200 m      | Lara Grangeon     | 2 min 10 s 91  | Lilou Ressencourt | 2 min 12 s 13  | Tabatha Avetand    | 2 min 17 s 18  |
| Dos        |                   |                |                   |                |                    |                |
| 50 m       | Analia Pigrée     | 28 s 32        | Mary-Ambre Moluh  | 28 s 88        | Anastasia Urbaniak | 29 s 40        |
| 100 m      | Cyrielle Duhamel  | 1 min 2 s 23   | Mathilde Cini     | 1 min 2 s 48   | Mary-Ambre Moluh   | 1 min 2 s 49   |
| 200 m      | Anaïs Podevin     | 2 min 15 s 67  | Bertille Cousson  | 2 min 16 s 07  | Fantine Lesaffre   | 2 min 17 s 22  |
| Brasse     |                   |                |                   |                |                    |                |
| 50 m       | Fanny Deberghes   | 31 s 83        | Justine Delmas    | 32 s 04        | Auréane Devaluez   | 32 s 32        |
| 100 m      | Justine Delmas    | 1 min 8 s 83   | Fanny Deberghes   | 1 min 9 s 2    | Cyrielle Duhamel   | 1 min 9 s 83   |
| 200 m      | Fanny Deberghes   | 2 min 27 s 65  | Camille Dauba     | 2 min 27 s 67  | Justine Delmas     | 2 min 29 s 23  |
| 4 nages    |                   |                |                   |                |                    |                |
| 200 m      | Fantine Lesaffre  | 2 min 12 s 88  | Cyrielle Duhamel  | 2 min 12 s 92  | Camille Dauba      | 2 min 16 s 27  |
| 400 m      | Fantine Lesaffre  | 4 min 41 s 64  | Camille Tissandié | 4 min 47 s 82  | Lilou Ressencourt  | 4 min 54 s 27  |